# 館坪站
館坪站（朝鲜语：관평역；）曾为朝鲜铁路北部内陆线上的一个车站，位于两江道三水郡，启用及废止时间不明。